# 津軽海峡線
津軽海峡線（つがるかいきょうせん）は、青函トンネルを経て青森県青森市の青森駅と北海道函館市の函館駅を結ぶ、北海道旅客鉄道（JR北海道）および東日本旅客鉄道（JR東日本）の鉄道路線に付けられていた愛称。以下の路線から構成されていた。
JR東日本
- 津軽線：青森駅 - 中小国駅（単線）

JR北海道
- 海峡線：中小国駅 - 木古内駅（複線）
- 江差線：木古内駅 - 五稜郭駅（単線）
- 函館本線：五稜郭駅 - 函館駅（複線）

- 津軽線からの海峡線の実際の分岐点は新中小国信号場で、中小国駅 - 新中小国信号場間はJR東日本の津軽線とJR北海道の海峡線の重複区間である。

## 概要
津軽海峡で隔てられた本州の青森駅と北海道の函館駅との間で日本国有鉄道（国鉄）および北海道旅客鉄道（JR北海道）によって運航されていた青函連絡船に代わり、1988年（昭和63年）3月13日に青函トンネルが開業した。これに合わせて本州側の津軽線、青函トンネルを通る海峡線、北海道側の江差線・函館本線（五稜郭 - 函館間）からなる青森駅と函館駅を結ぶ路線群に「津軽海峡線」の愛称が付けられた。以後は北海道と本州との間の旅客・貨物輸送に重要な役割を果たしており、旅客列車に加えて1日に上下50本の貨物列車が設定されている。
単線区間（津軽線および江差線）上にある列車交換可能駅及び信号場は貨物列車との待ち合わせを考慮し、旅客ホームの有効長は青函トンネル開業以前のまま構内待避線の有効長が延伸されている。
2016年（平成28年）3月26日の北海道新幹線の開業に伴い、海峡線区間の架線電圧の20kVから25kVへの昇圧や自動列車制御装置のDS-ATCへの変更といった設備更新がされ、在来線専用の電車・電気機関車は走行できなくなり、特急や寝台列車は新幹線開業と同時にすべて廃止され、津軽海峡を通過する在来線定期旅客列車は消滅した。海峡線区間の定期旅客列車は新幹線のみの運行となり、これにあわせて「津軽海峡線」の愛称も廃止された。また、江差線の区間も新幹線開業に伴い、第三セクター鉄道化され道南いさりび鉄道線となった。
青函トンネルにつながる線路は、1940年代や1950年代初頭の計画では、青森県の五所川原駅から北海道の福島町に向かうルート、五稜郭駅や函館駅に向かわず津軽海峡線と函館本線がスイッチバックをせずに合流する線路図が書かれることがあった。

## 運行形態
旅客列車は、1988年（昭和63年）3月13日の海峡線開業時から、寝台特急「日本海」「北斗星」や特急「はつかり」、急行「はまなす」のほか、快速「海峡」が青森駅 - 函館駅間で運転されていたが、2002年（平成14年）12月1日の東北新幹線八戸駅延伸に伴うダイヤ改正で八戸駅 - 青森駅 - 函館駅間の輸送体系が見直され、「はつかり」「海峡」は廃止され、代わって特急「スーパー白鳥」「白鳥」が青森駅 - 函館駅間に設定された。これ以降、津軽海峡線の蟹田駅 - 木古内駅間には本州側の青森駅方面 - 北海道側の函館駅方面間を直通する特急列車・急行列車のみが設定され、普通列車（快速含む）の設定がない区間となっていた。
そのため、蟹田駅 - 木古内駅間の各駅相互間には、乗車券のみで特急列車の普通車自由席に乗車できる特例が設けられた。これは、同じJR北海道の石勝線新夕張駅 - 新得駅間が、日本国有鉄道（国鉄）時代の1981年（昭和56年）10月1日の同線開通と同時に適用になって以来2例目である。なお、2016年（平成28年）3月21日に海峡線を経由する在来線の定期旅客列車が運行を終了したため、この特例も事実上終了した。

### かつて運転されていた列車
- 快速「海峡」（ED79形電気機関車 + 50系・51系客車または14系客車、青森駅 - 函館駅間）
1988年（昭和63年）3月13日に運行開始。2002年（平成14年）12月1日に特急「白鳥」・「スーパー白鳥」に置き換え[4][報道 1]。
- 特急「はつかり」（485系電車、盛岡駅 - 函館駅間）
1988年（昭和63年）3月13日に運行開始。2002年（平成14年）12月1日に特急「白鳥」・「スーパー白鳥」に置き換え[4][報道 1]。
- 寝台特急「日本海」1・4号（ED79形電気機関車 + 24系客車、大阪駅 - 函館駅間）
1988年（昭和63年）3月13日に運行開始[5]。2006年（平成18年）3月18日に青森駅 - 函館駅間廃止[報道 2]。
- 寝台特急「北斗星」（ED79形電気機関車 + 24系客車、上野駅 - 札幌駅間）
1988年（昭和63年）3月13日に運行開始[5]。2015年（平成27年）3月14日に定期運行終了[報道 3]。同年8月22日（上野発）・23日（札幌発）に臨時運行終了・廃止[報道 4][報道 5]。
- 臨時特急「ドラえもん海底列車」（781系電車、吉岡海底駅 - 函館駅間）
2003年（平成15年）7月19日に運行開始[報道 6]。2006年（平成18年）8月27日に運行終了[報道 7][新聞 1]。
- 臨時寝台特急「トワイライトエクスプレス」（ED79形電気機関車 + 24系客車、大阪駅 - 札幌駅間）
1989年（平成元年）12月2日に運行開始[報道 8]。2015年（平成27年）3月13日に運行終了[報道 9]。
- 臨時寝台特急「カシオペア」（ED79形電気機関車 + E26系客車、上野駅 - 札幌駅間）
1999年（平成11年）7月16日に運行開始[5]。2016年（平成28年）3月19日（上野発）・20日（札幌発）に運行終了[報道 10][報道 11][新聞 2]。同年3月26日に廃止[報道 12][報道 13][報道 14][報道 15]。
- 特急「スーパー白鳥」・「白鳥」（789系・785系・485系電車、新青森駅 - 函館駅間）
2002年（平成14年）12月1日に八戸駅 - 函館駅間で運行開始[4][報道 1]。2010年（平成22年）12月4日に新青森駅 - 函館駅間の運行に変更[報道 16][報道 17][報道 18][報道 19][報道 20]。2016年（平成28年）3月21日に運行終了[報道 10][報道 11]。同年3月26日に廃止[報道 12][報道 13][報道 14][報道 15]。
- 急行「はまなす」（ED79形電気機関車 + 14系客車、青森駅 - 札幌駅間）
1988年（昭和63年）3月13日に運行開始。2016年（平成28年）3月20日（札幌発）・21日（青森発）に運行終了[報道 10][報道 11][新聞 2]。同年3月26日に廃止[報道 12][報道 13][報道 14][報道 15]。

## タイアップ企画

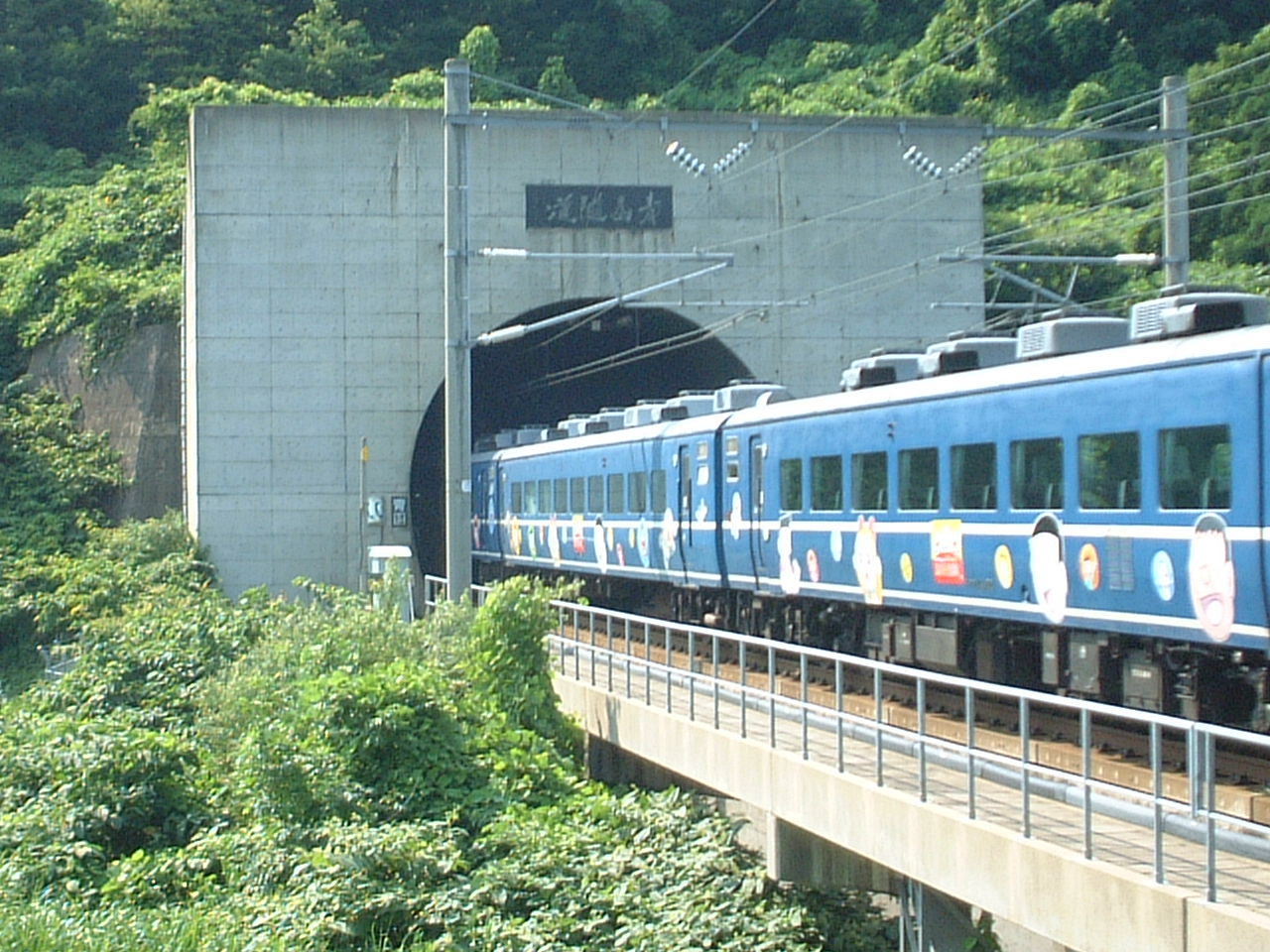
快速「海峡」時代の「ドラえもん海底列車」。車体にキャラクターが描かれている

1998年から、藤子・F・不二雄の漫画・アニメ『ドラえもん』とのタイアップが開始された。この当時運行されていた快速「海峡」の客車や機関車に同作品のキャラクターをペイントした「ドラえもん海底列車」の運転が行われ、吉岡海底駅では「ドラえもん海底ワールド」と銘打つ同作品の展示スペースが設けられるなどした。「海峡」廃止後の2003年夏からは、吉岡海底駅見学専用の全車座席指定列車として函館駅 - 吉岡海底駅間で特急「ドラえもん海底列車」が運転された。
吉岡海底駅の見学コース中止に伴い、2006年（平成18年）8月27日の「ドラえもん海底列車」の運転を最後に、このタイアップ企画は終了した。

## 歴史
- 1988年（昭和63年）3月13日：海峡線の開通に伴い、在来線旅客列車が津軽海峡線として営業開始。快速「海峡」、急行「はまなす」、特急「はつかり」（青森駅 - 函館駅間）、寝台特急「日本海」、寝台特急「北斗星」が運行開始。
- 1989年（平成元年）12月2日：臨時寝台特急「トワイライトエクスプレス」が運行開始。
- 1999年（平成11年）7月16日：臨時寝台特急「カシオペア」が運行開始。
- 2002年（平成14年）12月1日：特急「スーパー白鳥・白鳥」が運行開始。快速「海峡」、特急「はつかり」が廃止。
- 2003年（平成15年）7月19日：臨時特急「ドラえもん海底列車」が運行開始。
- 2006年（平成18年）
  - 3月18日：寝台特急「日本海」（青森駅 - 函館駅間）が廃止。
  - 8月28日：臨時特急「ドラえもん海底列車」が運行終了。
- 2015年（平成27年）
  - 3月13日：臨時寝台特急「トワイライトエクスプレス」が運行終了。
  - 3月14日：寝台特急「北斗星」が定期運行終了。
  - 8月22日：寝台特急「北斗星」（上野発）が臨時運行終了。
  - 8月23日：寝台特急「北斗星」（札幌発）が臨時運行終了。
- 2016年（平成28年）
  - 3月19日：臨時寝台特急「カシオペア」（上野発）が最終運行。
  - 3月20日：臨時寝台特急「カシオペア」、急行「はまなす」（共に札幌発）が最終運行。
  - 3月21日：急行「はまなす」（青森発）、特急「スーパー白鳥・白鳥」が最終運行。
  - 3月22日 - 25日：北海道新幹線開業に伴う地上設備最終切替。旅客列車は全区間運休。
  - 3月26日：ダイヤ改正実施、上記の列車が廃止。
  - 6月4日：「カシオペア」が、団体臨時列車として運行再開。

## 駅一覧
この一覧は「津軽海峡線」としての営業終了時点（2016年3月21日。北海道新幹線新青森駅 - 新函館北斗駅間の開業前）のデータである。
- 中小国駅 - 新中小国信号場間はJR東日本の津軽線とJR北海道の海峡線の重複区間。
- 全区間 20kV 50Hz 交流電化
- 表内のこの背景色の部分（竜飛定点 - 吉岡定点）は青函トンネル内にある。
- 線路 … ||：複線区間、◇・｜：単線区間（◇は列車交換可能）、∨：ここより下は単線、∧：ここより下は複線

| 運行事業者     | 路線名           | 駅番号                         | 駅名   | 営業キロ | 営業キロ | 接続路線・備考                                    | 線路     | 所在地        | 所在地        | 所在地 |
| 運行事業者     | 路線名           | 駅番号                         | 駅名   | 駅間     | 累計 | 接続路線・備考                                    | 線路     | 所在地        | 所在地        | 所在地 |
| -------------- | ---------------- | ------------------------------ | ------ | -------- | --- | ------------------------------------------------- | -------- | ------------- | ------------- | ------ |
| 東日本旅客鉄道 | 津軽線           |                                | 青森駅 | -        | 0.0 | 東日本旅客鉄道：奥羽本線 青い森鉄道：青い森鉄道線 | ◇        | 青森県        | 青森市        | 青森市 |
| 東日本旅客鉄道 | 津軽線           | （新油川信号場）               | -      | 4.4      | | ◇                                                 |          | 青森県        | 青森市        | 青森市 |
| 東日本旅客鉄道 | 津軽線           | 油川駅                         | 6.0    | 6.0      | | ｜                                                |          | 青森県        | 青森市        | 青森市 |
| 東日本旅客鉄道 | 津軽線           | 津軽宮田駅                     | 3.7    | 9.7      | | ｜                                                |          | 青森県        | 青森市        | 青森市 |
| 東日本旅客鉄道 | 津軽線           | 奥内駅                         | 1.8    | 11.5     | | ◇                                                 |          | 青森県        | 青森市        | 青森市 |
| 東日本旅客鉄道 | 津軽線           | 左堰駅                         | 1.6    | 13.1     | | ｜                                                |          | 青森県        | 青森市        | 青森市 |
| 東日本旅客鉄道 | 津軽線           | 後潟駅                         | 1.6    | 14.7     | | ｜                                                |          | 青森県        | 青森市        | 青森市 |
| 東日本旅客鉄道 | 津軽線           | 中沢駅                         | 2.1    | 16.8     | | ◇                                                 |          | 青森県        | 青森市        | 青森市 |
| 東日本旅客鉄道 | 津軽線           | 蓬田駅                         | 2.3    | 19.1     | | ｜                                                | 東津軽郡 | 青森県        | 蓬田村        |        |
| 東日本旅客鉄道 | 津軽線           | 郷沢駅                         | 2.0    | 21.1     | | ◇                                                 | 東津軽郡 | 青森県        | 蓬田村        |        |
| 東日本旅客鉄道 | 津軽線           | 瀬辺地駅                       | 2.3    | 23.4     | | ｜                                                | 東津軽郡 | 青森県        | 蓬田村        |        |
| 東日本旅客鉄道 | 津軽線           | 蟹田駅                         | 3.6    | 27.0     | 東日本旅客鉄道：津軽線（三厩方面との旅客列車乗換可能駅）                                                      | ◇                                                 | 東津軽郡 | 青森県        | 外ヶ浜町      |        |
| 東日本旅客鉄道 | 津軽線           | 中小国駅                       | 4.4    | 31.4     | 東日本旅客鉄道：津軽線（海峡線の列車は通過するため、乗り換え不可能）                                          | ｜                                                | 東津軽郡 | 青森県        | 外ヶ浜町      |        |
| 北海道旅客鉄道 | 海峡線           | 中小国駅                       | 4.4    | 31.4     | 東日本旅客鉄道：津軽線（海峡線の列車は通過するため、乗り換え不可能）                                          | ｜                                                | 東津軽郡 | 青森県        | 外ヶ浜町      |        |
| 北海道旅客鉄道 | 海峡線           | （新中小国信号場）             | -      | 33.7     | 津軽線と海峡線の実際の分岐点                                                                                  | ∧                                                 | 東津軽郡 | 青森県        | 外ヶ浜町      |        |
| 北海道旅客鉄道 | 海峡線           | 津軽今別駅                     | 13.0   | 44.4     | 東日本旅客鉄道：津軽線（津軽二股駅：隣接） 2015年8月10日より全列車通過                                        | \|\|                                              | 東津軽郡 | 青森県        | 今別町        |        |
| 北海道旅客鉄道 | 海峡線           | （竜飛定点）                   | -      | 63.9     | 旧・竜飛海底駅。駅廃止後は緊急時の避難施設として使用 青函トンネル記念館：青函トンネル竜飛斜坑線（体験坑道駅） | \|\|                                              | 東津軽郡 | 青森県        | 外ヶ浜町      |        |
| 北海道旅客鉄道 | 海峡線           | （この間で津軽海峡を横断する） |        |          | |                                                   |          |               |               |        |
| 北海道旅客鉄道 | 海峡線           | （吉岡定点）                   | -      | 86.9     | 旧・吉岡海底駅。駅廃止後は緊急時の避難施設として使用                                                          | \|\|                                              | 北海道   | 松前郡 福島町 | 松前郡 福島町 |        |
| 北海道旅客鉄道 | 海峡線           | （知内信号場）                 | -      | 107.4    | 旧・知内駅（1990年7月1日に駅設置、それ以前は新湯の里信号場）                                                  | \|\|                                              | 北海道   | 上磯郡        | 知内町        |        |
| 北海道旅客鉄道 | 海峡線           | 木古内駅                       | 74.8   | 119.2    | 北海道旅客鉄道：江差線（湯ノ岱・江差方面）2014年5月12日廃止                                                   | ∨                                                 | 北海道   | 上磯郡        | 木古内町      |        |
| 北海道旅客鉄道 | 江差線           | 木古内駅                       | 74.8   | 119.2    | 北海道旅客鉄道：江差線（湯ノ岱・江差方面）2014年5月12日廃止                                                   | ∨                                                 | 北海道   | 上磯郡        | 木古内町      |        |
| 北海道旅客鉄道 | 札苅駅           | 3.8                            | 123.0  |          | ◇ |                                                   | 北海道   | 上磯郡        | 木古内町      |        |
| 北海道旅客鉄道 | 泉沢駅           | 3.4                            | 126.4  |          | ◇ |                                                   | 北海道   | 上磯郡        | 木古内町      |        |
| 北海道旅客鉄道 | 釜谷駅           | 3.1                            | 129.5  |          | ◇ |                                                   | 北海道   | 上磯郡        | 木古内町      |        |
| 北海道旅客鉄道 | 渡島当別駅       | 4.9                            | 134.4  |          | ◇ | 北斗市                                            | 北斗市   |               |               |        |
| 北海道旅客鉄道 | 茂辺地駅         | 5.0                            | 139.4  |          | ◇ | 北斗市                                            | 北斗市   |               |               |        |
| 北海道旅客鉄道 | （矢不来信号場） | -                              | 142.7  |          | ◇ | 北斗市                                            | 北斗市   |               |               |        |
| 北海道旅客鉄道 | 上磯駅           | 8.8                            | 148.2  |          | ◇ | 北斗市                                            | 北斗市   |               |               |        |
| 北海道旅客鉄道 | 清川口駅         | 1.2                            | 149.4  |          | ｜ | 北斗市                                            | 北斗市   |               |               |        |
| 北海道旅客鉄道 | 久根別駅         | 1.1                            | 150.5  |          | ◇ | 北斗市                                            | 北斗市   |               |               |        |
| 北海道旅客鉄道 | 東久根別駅       | 1.2                            | 151.7  |          | ｜ | 北斗市                                            | 北斗市   |               |               |        |
| 北海道旅客鉄道 | 七重浜駅         | 2.6                            | 154.3  |          | ◇ | 北斗市                                            | 北斗市   |               |               |        |
| 北海道旅客鉄道 | H74              | 五稜郭駅                       | 2.7    | 157.0    | 北海道旅客鉄道：函館本線（森方面）                                                                            | ∧                                                 | 函館市   | 函館市        |               |        |
| 北海道旅客鉄道 | H74              | 五稜郭駅                       | 2.7    | 157.0    | 北海道旅客鉄道：函館本線（森方面）                                                                            | ∧                                                 | 函館市   | 函館市        | 函館本線      |        |
| 北海道旅客鉄道 |                  | （貨）函館貨物駅               | 2.7    | 157.0    | | \|\|                                              | 函館市   | 函館市        |               |        |
| 北海道旅客鉄道 | H75              | 函館駅                         | 3.4    | 160.4    | 函館市電：本線・大森線 … 函館駅前停留場                                                                       | \|\|                                              | 函館市   | 函館市        |               |        |

1. ↑  2010年12月3日までは、東日本旅客鉄道：東北本線
2. 1 2 3  津軽今別駅 - 知内駅間の青函トンネル内にあった吉岡海底駅（吉岡定点）は2006年8月28日より、竜飛海底駅（竜飛定点）は2013年11月11日より全列車通過となり、2014年3月15日に両駅とも知内駅とともに駅としては廃止された[7][8]。
3. 1 2  海底駅見学整理券利用見学者のみ乗降可能であった。
4. ↑  すべて渡島総合振興局管内に所在。
5. ↑  2014年3月15日から2016年3月21日まで、特急「スーパー白鳥」に使用されている789系電車・785系電車の案内表示では、この名称が使用されている。

- 2002年11月30日まで運行された快速「海峡」の一部が油川駅、奥内駅、上磯駅に停車していたが、同列車廃止以降は全列車通過している。

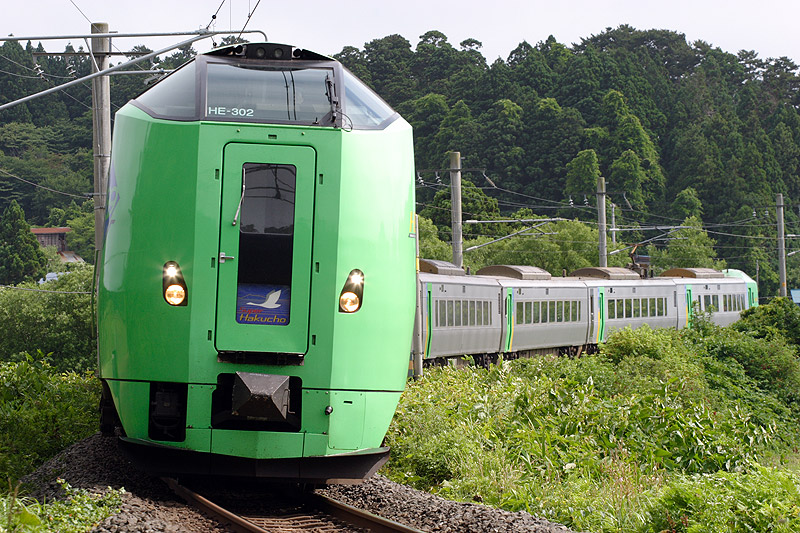
789系による特急「スーパー白鳥」（2007年6月）
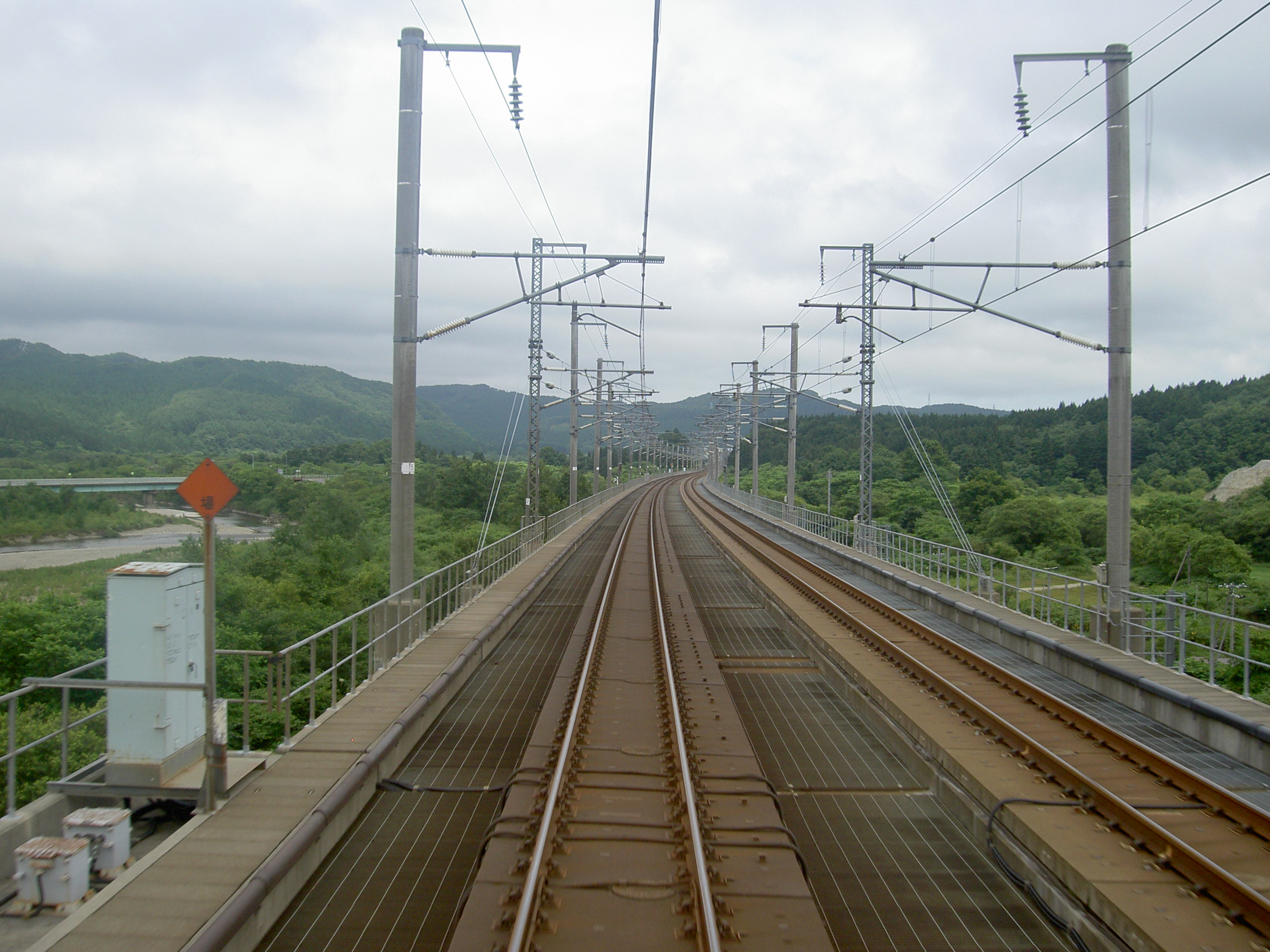
一部の線路は、新幹線用レールが敷設できるように路盤の左寄りに敷設している。（特急「スーパー白鳥」車内より撮影[注 2]）
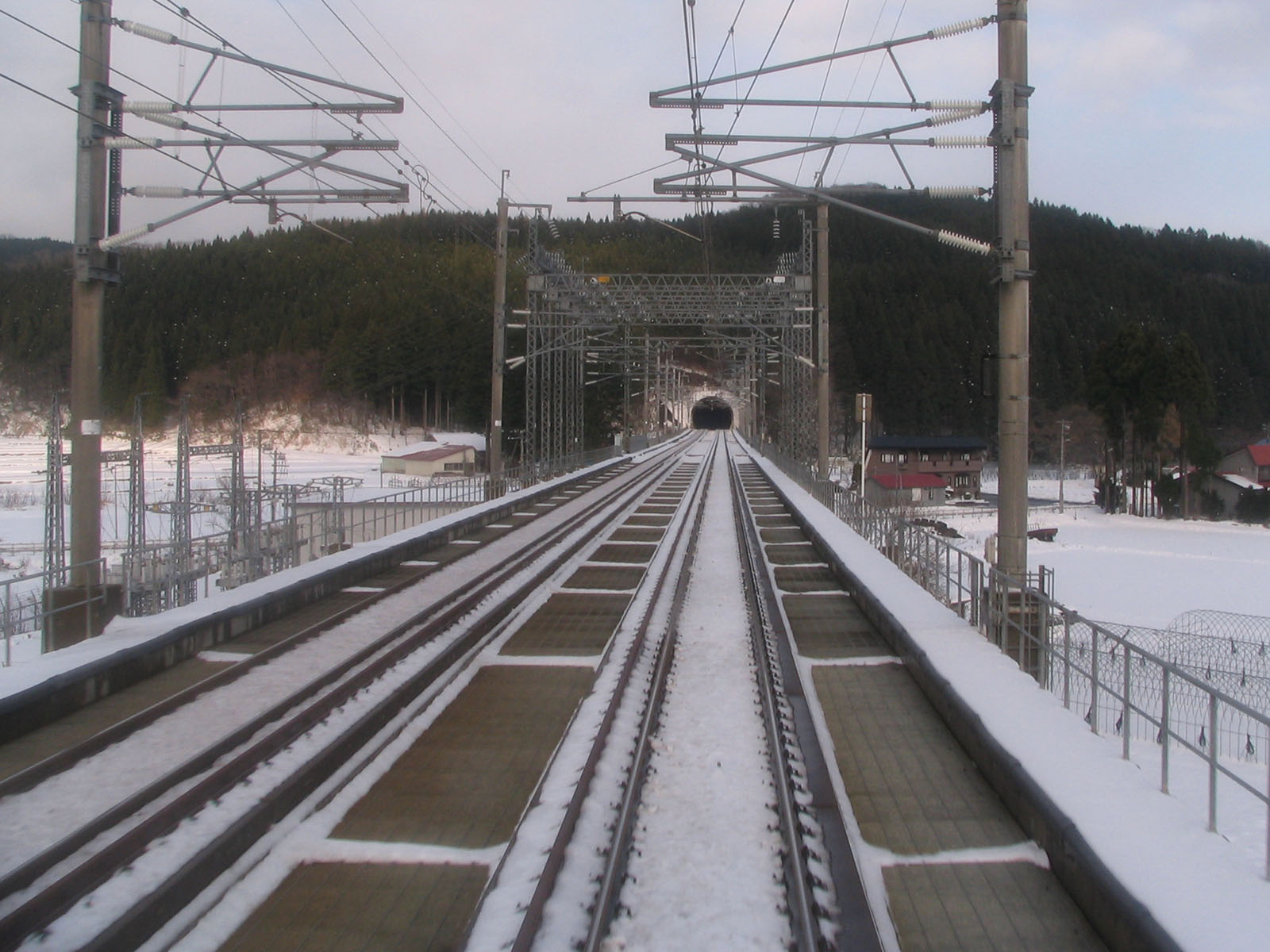
一部の区間には、すでに新幹線用のレールが敷設されている。（特急「スーパー白鳥」車内より撮影[注 2]）